# Velsen-Noord
Velsen-Noord (52° 28′ N, 4° 39′ L) é uma cidade dos Países Baixos, na província de Holanda do Norte. Velsen-Noord pertence ao município de Velsen, e está situada a 10 km, a norte de Haarlem.
The village Velsen-Noord has a population of around 4960 habitantes.
A área de Velsen-Noord, que também inclui as partes periféricas da cidade, bem como a zona rural circundante, tem uma população estimada em 5260 habitantes.